# Librada Avelino
Librada Avelino fou una pionera educadora, feminista i defensora dels drets humans a les Filipines.

## Biografia
Amb setze anys, durant l'ocupació espanyola, va obtenir el títol de mestra, la més jove d'obtenir-lo. Va continuar els estudis, i es va especialitzar en gramàtica castellana i també en música. Era una àvida lectora i tenia el desig de ser professora de secundària. Va obtenir la llicència, però ella volia una preparació millor, per la qual cosa va continuar els estudis, i l'any 1893 va obtenir el diploma qualificat.
El 1896, enmig del conflicte bèl·lic que va culminar amb l'ocupació dels Estats Units, l'Ada (com era coneguda per les seves amistats i coneixences) va intentar continuar perseguint el seu amor per l'ensenyament. Va fundar una escola privada, on s'ensenyava en espanyol, però no va prosperar, davant l'exigència d'educació en anglès. Al principi del 1901 va ser nomenada directora de l'escola pública per a nenes a Pandacan. Va ser la primera dona directora d'una escola pública. Va lluitar contra les interferències de les autoritats dels EUA, defensant la seva independència i la llibertat d'ensenyament i càtedra. Finalment, el 1907 va fundar el Centro Escolar de Señoritas, que va acabar obtenint la consideració d'universitat. Actualment, és coneguda com a Universidad Centro Escolar.
El 1929 li va ser atorgat el Mestratge en Pedagogia honoris causa per la Universitat de les Filipines, per la seva contribució a l'educació i al progrés. Va ser la primera dona receptora d'aquest reconeixement. La “maestra Ada” va impartir classes per a les dones, tot impulsant que aquestes participessin en la política i en els assumptes públics. També els va contagiar el seu amor pel coneixement i per la participació.

## Llegat
Librada Avelino ha estat votada en un procés participatiu realitzat al març del 2010 a Palafrugell de dones que mereixen un carrer.